# Марија Кири
Марија Саломеа Склодовска Кири (пољ. Maria Salomea Skłodowska-Curie; Варшава, 7. новембар 1867 — Саланш, 4. јул 1934) била је француска физичарка и хемичарка пољског порекла. Имала је француско и пољско држављанство. Већи део живота је провела у Француској, а тамо је и започела научну каријеру. Вршила је истраживања из хемије и физике. Жена је Пјера Кирија, а мајка Еве Кири и Ирене Жолио Кири.
У њена највећа достигнућа спадају: рад на теорији радиоактивности, техникама раздвајања радиоактивних изотопа као и откриће два нова хемијска елемента - радијума и полонијума. Под њеним личним надзором вршена су, прва у свету, истраживања о могућности излечења рака помоћу радиоактивности. Један је од оснивача нове гране хемије - радиохемије.
Двострука је добитница Нобелове награде, први пут 1903. године, из физике, заједно са мужем Пјером Киријем и Анријем Бекерелом за научна достигнућа у испитивању радиоактивности, а други пут 1911. године из хемије, за издвајање елементарног радона. Она је до данас остала једина жена која је Нобелову награду добила два пута.

## Детињство и младост
Марија се родила као пето дете у учитељској породици. Њен деда Јозеф Склодовски је био познат педагог. Отац, Владислав Склодовски, био је наставник математике и физике, као и директор две варшавске гимназије. Мајка јој је била педагог и управитељица школе, боловала је од туберкулозе и преминула је када је Марија имала 12 година. Отац јој је био слободних схватања, док је мајка била веома ревносна католикиња.
Завршила је гимназију 12. јуна 1883. године. После завршетка гимназије, годину дана је провела на селу у властеоској, земљопоседничкој породици свога оца, а потом, код оца у Варшави, где је повремено радила дајући приватне часове.
У  данашњој Пољској тога доба жене нису могле ићи на универзитет па је Марија са старијом сестром Браниславом склопила договор да ће је финансијски помагати током њеног студирања медицине у Паризу, у замену за то да сестра њу почне финансијски да помаже, на исти начин, за две године. Због договора са сестром Марија се запошљава као гувернанта (кућни учитељ за млађу децу) у једној правничкој породици из Кракова, а потом у једној властелинској породици у којој је остала две године. Док је радила у овој породици заљубила се у Казимјежа Жоравског, будућег познатог математичара. Међутим Казимјежови родитељи су одбацили могућност венчања Казимјежа са сиромашном Маријом, тако да је она избачена са посла. Марија је нашла посао у другој породици, где је провела још годину дана, непрестано потпомажући сестру Браниславу.
Почетком 1890. године Бранислава, која се удала у Паризу, је позвала Марију да дође код ње. Међутим, Марија је и даље рачунала на брак са Казимјежом са којим се виђала у Варшави. Због тога је одбила понуду и вратила се код оца где је остала до 1891. године. У октобру те године је, после сестриног инсистирања и раскида везе за Казимјежом, ипак одлучила да оде за Француску.

## Студије на Сорбони
Марија је 1891. године у Паризу, на Сорбони уписала студије на одсеку физике и хемије. Преко дана је студирала а ноћу радила дајући приватне часове. 1893. године је положила као прва у генерацији и запослила се као лаборант у индустријској лабораторији у Липмановим постројењима (Lippman). Док је радила и даље је студирала, положивши и математику 1894. године.

## Научни рад
Марија је 1894. године такође упознала и свог будућег мужа, француза Пјера Кирија (фр. Pierre Curie), који је у то време био на докторским студијама у Бекереловој лабораторији. Када је Пјер докторирао 1895. године, Марија се удала за њега.
Пјер је препоручио Марију Бекерелу, који јој је потом предложио докторске студије под његовим надзором. Бекерел јој је предложио да врши испитивање зашто је радиоактивност неких врста руде уранијума знатно веће него радиоактивност чистог уранијума.
Марија је, прво уз помоћ младог хемичара (фр. André-Louis Debierne) почела да разлаже руду уранијума на појединачна хемијска једињења и тражи једињење које изазива високу радиоактивност ове руде. Касније се раду прикључио и Пјер. Ова испитивања су, после четири године, довела до открића полонијума, а потом и знатно радиоактивнијег радијума. Ова испитивања су за резултат имала и објашњење појаве радиоактивности, као ефекта распада атомског језгра. Године 1903. Марија је постала прва жена у историји која је добила титулу доктора физике. Исте године добила је и Нобелову награду.
Када су добили Нобелову награду Марија и Пјер су нагло постали славни. Пјер је постао професор на Сорбони, а и добио је дозволу на отварање своје лабораторије у којој је шеф испитивања била Марија.
Пјер је 19. априла 1906. године погинуо, када га је прегазила коњска запрега. Марија је већ 13. маја добила катедру свога преминулог мужа. На тај начин Марија је постала прва жена професор на Сорбони. Године 1911. гласало се о њеном примању у Француску академију наука, али није примљена.

## Доприноси
Из велике масе уранијумове руде хемијским путем Марија Кири је изолирала врло малу количину новога хемијског елемента радијума, који је милион пута радиоактивнији од уранијума (1898). Открила је и истраживала радиоактивност. Други радиоактивни хемијски елемент који је открила у част њеној домовини назван је полонијум.

### Радиоактивност
Радиоактивност је спонтано емитовање алфа-честица и бета-честица из материје, често праћено и емисијом гама-електромагнетских таласа, при чему се мењају својства материје, то јест хемијски елементи прелазе из једних у друге те се ослобађа енергија у облику кинетичке енергије емитованих честица или енергије електромагнетских валова. Природну радиоактивност открио је Анри Бекерел 1896. уочивши да уранијумеве соли емитују невидљиво зрачење које делује на фотографску плочу кроз заштитни папир те да под утицајем тог зрачења електроскоп губи електрични набој. Марија Склодовска-Кири открила је 1898. такво зрачење код торијумових једињења, те да се на зрачење не може утицати електричном струјом, загревањем, хемијским реакцијама и слично, да се радиоактивни хемијски елементи претварају једни у друге и да вероватноћа распада не зависи од старости појединог атома. Ернест Радерфорд је открио 1899. да се зрачење радијума може поделити у две компоненте, које се различито апсорбују у материјама. Слабо продорну компоненту, која је јако јонизовала ваздух, назвао је алфа-честицама, продорнију компоненту бета-зрацима. Француски физичар Паул Вилард већ је 1900. открио још продорнију компоненту, гама-зраке. Ернест Рудерфорд и Фредерик Соди (1902) на темељу анализе кретања зрака у магнетском пољу објаснили су природу радиоактивности. Волфганг Паули поставио је 1930. хипотезу о постојању неутрина, тадашњим детекторима неухватљиве честице која односи дЕо енергије у бета распаду. Енрико Ферми поставио је 1933. прву строгу теорију бета распада која претпоставља да пријелаз неутрона у протон или обратно узрокује слабо нуклеарно међуделовање, а притом долази до симултане емисије, односно апсорпције електрона и неутрина. Ирена Жолио-Кири и Фредерик Жолио први су 1934. вештачки изазвали радиоактивност и произвели вештачки радиоизотоп стабилног елемента.

### Радијум
Радијум је природни радиоактивни хемијски елемент. Позната су 4 радијумова природна радиоизотопа с масеним бројевима 223, 224, 226, 228 (најстабилнији је , с временом полураспада 1 600 година). Радијум је један од најређих елемената у природи, где га на 1000 тона еруптивног стења има у просеку само 2 до 3 . Сав радијум који данас постоји у природи потиче од радиоактивнога распада тежих елемената, уранијума, торијума и актинијума. При радиоактивном распаду радијума његови се атоми претварају у атоме радона, а они у атоме оловног изотопа . Радијум су 1898. открили Пјер Кири и Марија Склодовска-Кири у ураниниту на темељу његове специфичне активности, коју нису могли протумачити само присутном количином уранијума и полонијума. Метални радијум у чистом стању добили су први пут М. Кири-Склодовска и француски хемичар Андре Деберн (1910). Употреба радијума заснива се на његовој радиоактивности. До 1950. много се користио у антитуморској терапији и за производњу светлећих премаза за бројчанике сатова и различитих мерних инструмената. Служио је такође као извор зрачења у нуклеарним истраживањима, у радиографији метала и као извор радона. Како је карциноген (најчешће може узроковати рак костију), у новије је доба у медицини и индустрији замењен сигурнијим и јефтинијим изворима зрачења.

### Полонијум
Полонијум је радиоактивни хемијски елемент, сребрнобели тешки метал, који се појављује у две модификације различите густине (9,32 g/cm³ и 9,4 g/cm³). Познати су полонијеви радиоизотопи с масеним бројевима између 192 и 218 (најстабилнији је , с временом полураспада 102 године), а неки од њих чланови су радиоактивних распадних низова. Полонијум се као један од најређих елемената у Земљиној кори појављује у уранијумовим рудама. Године 1898. открила га је Марија Склодовска-Кири са супругом Пјером Киријем, у уранијумовој руди и назвала га по својој домовини Пољској. Полонијум служи као извор јонизујућег зрачења и средство за јонизацију, на пример за уклањање статичког електрицитета.

## Скандал са Полом Ланжевином
Године 1911. је објављена веза Марије и француског физичара Пола Ланжевина. Ова веза је трајала око годину дана (1910. и 1911. године). Ланжевин је био ожењен и оставио је породицу због ове везе. Новине су осуђивале Марију као особу која је растурила породицу Ланжевинових. Пошто је Марија била 4 године старија новине су имале додатни разлог да је оптужују.
Пошто се изјашњавала као атеиста, а пореклом из Пољске у којој је тада живео велики број Јевреја, јавиле су се и гласине да је Јеврејка, иако је потицала из пољске племићке породице.

## Институт за радијум
Крајем 1911. године Марија је добила другу Нобелову награду. Захваљујући томе успела је да убеди француску владу да издвоји средства за приватни Институт за радијум, (тренутно Institut Curie). Институт је изграђен 1914. године и у њему су вршена испитивања из области хемије, физике и медицине. Из овога института су, каснијих година, изашла још четири нобеловца.

## Први светски рат
За време Првог светског рата Марија Кири је постала шеф војне медицинске коморе која је организовала пољске рендгенске станице. Ови рендгени су користили цеви са безбојним гасом, нуспродуктом радијума, који је касније идентификован као радон. Марија је лично обезбедила ове цеви са гасом, добијеним из радијума који је она пречистила. Кроз ове станице је прошло преко 3 милиона француских војника.

## Послератно доба
Након Првог светског рата, Киријева је два пута посетила Сједињене Државе, 1921. и 1929, да би прикупила новац за истраживање радијума. Ово одвлачење са научног рада и много пажње јој нису пријали, али је успела да обезбеди средства за свој рад. На другој Америчкој турнеји успела је да прикупи средства да опреми Варшавски институт за радијум, који је основан 1925, на челу са њеном сестром Браниславом.
Марија Кири је умрла близу Саланша 1934. од апластичне анемије, која је скоро сигурно последица излагања радијацији, пошто штетни ефекти јонизујућег зрачења још нису били познати, а она је велики део свог посла радила у шупи без заштитних средстава. Носила је пробне цеви са радиоактивним изотопима у свом џепу и држала их у фиоци свог стола. Сахрањена је поред Пјера у Sceaux, али су 1995. године њихови остаци пренесени у Пантеон у Париз.
Маријина и Пјерова старија кћерка Ирена Жолио-Кири је добила Нобелову награду за хемију 1935. за откриће да алуминијум може бити радиоктиван и да емитује неутроне када се бомбардује алфа зрацима. Млађа кћерка Ева је написала мајчину биографију „Мадам Кири“ (фр. Madame Curie).